# Andamáni zöldgalamb
Az andamáni zöldgalamb (Treron chloropterus) a madarak osztályának galambalakúak (Columbiformes) rendjébe és a galambfélék (Columbidae) családjába tartozó faj.

## Rendszerezése
A fajt Edward Blyth német ornitológus írta le 1845-ben, Treron chloroptera néven. Szerepelt a Pompadour-zöldgalamb (Treron pompadora) alfajaként Treron pompadora chloropterus néven is.

## Előfordulása
Mianmarhoz tartozó Coco-szigeten és az Indiához tartozó, Andamán- és Nikobár-szigeteken honos. Természetes élőhelyei a szubtrópusi vagy trópusi síkvidéki esőerdők és mangroveerdők, valamint másodlagos erdők. Állandó, nem vonuló faj.

## Megjelenése
Testhossza 27 centiméter körüli.

## Életmódja
Fügével és más gyümölccsel táplálkozik.

## Természetvédelmi helyzete
Az elterjedési területe elég nagy, egyedszáma pedig csökken. A Természetvédelmi Világszövetség Vörös listáján mérsékelten fenyegetett fajként szerepel.